# Moses Pelham/Diskografie
Diese Diskografie ist eine Übersicht über die musikalischen Werke des deutschen Rappers, Sängers und Musikproduzenten Moses Pelham.

## Alben

### Studioalben
| Jahr | Titel Musiklabel                   | Höchstplatzierung, Gesamtwochen, AuszeichnungChartplatzierungen (Jahr, Titel, Musiklabel, Platzierungen, Wochen, Auszeichnungen, Anmerkungen) | Höchstplatzierung, Gesamtwochen, AuszeichnungChartplatzierungen (Jahr, Titel, Musiklabel, Platzierungen, Wochen, Auszeichnungen, Anmerkungen) | Höchstplatzierung, Gesamtwochen, AuszeichnungChartplatzierungen (Jahr, Titel, Musiklabel, Platzierungen, Wochen, Auszeichnungen, Anmerkungen) | Anmerkungen                             |
| Jahr | Titel Musiklabel                   | DE | AT | CH | Anmerkungen                             |
| ---- | ---------------------------------- | --- | --- | --- | --------------------------------------- |
| 1989 | Raining Rhymes Logic Records       | — | — | — | Erstveröffentlichung: 1989              |
| 1992 | The Bastard Lookin’ 4 the Light 3p | — | — | — | Erstveröffentlichung: 1992              |
| 1998 | Geteiltes Leid I 3p                | DE11 (6 Wo.)DE | — | — | Erstveröffentlichung: 31. August 1998   |
| 2004 | Geteiltes Leid II 3p               | DE22 (3 Wo.)DE | — | — | Erstveröffentlichung: 23. August 2004   |
| 2012 | Geteiltes Leid III 3p              | DE3 (4 Wo.)DE | AT60 (1 Wo.)AT | CH44 (1 Wo.)CH | Erstveröffentlichung: 9. November 2012  |
| 2017 | Herz 3p                            | DE2 (4 Wo.)DE | AT30 (1 Wo.)AT | CH24 (1 Wo.)CH | Erstveröffentlichung: 11. August 2017   |
| 2020 | Emuna 3p                           | DE6 (2 Wo.)DE | — | CH40 (1 Wo.)CH | Erstveröffentlichung: 6. März 2020      |
| 2021 | Nostalgie Tape 3p                  | DE11 (1 Wo.)DE | — | — | Erstveröffentlichung: 3. September 2021 |
| 2025 | Letzte Worte 3p                    | DE3 (2 Wo.)DE | — | — | Erstveröffentlichung: 24. Januar 2025   |

### Livealben
| Jahr | Titel Musiklabel       | Höchstplatzierung, Gesamtwochen, AuszeichnungChartplatzierungen (Jahr, Titel, Musiklabel, Platzierungen, Wochen, Auszeichnungen, Anmerkungen) | Höchstplatzierung, Gesamtwochen, AuszeichnungChartplatzierungen (Jahr, Titel, Musiklabel, Platzierungen, Wochen, Auszeichnungen, Anmerkungen) | Höchstplatzierung, Gesamtwochen, AuszeichnungChartplatzierungen (Jahr, Titel, Musiklabel, Platzierungen, Wochen, Auszeichnungen, Anmerkungen) | Anmerkungen                             |
| Jahr | Titel Musiklabel       | DE | AT | CH | Anmerkungen                             |
| ---- | ---------------------- | --- | --- | --- | --------------------------------------- |
| 2013 | Live in Frankfurt 3p   | — | — | — | Erstveröffentlichung: 13. Dezember 2013 |
| 2020 | Live in Frankfurt 2 3p | — | — | — | Erstveröffentlichung: 6. März 2020      |

### EPs
| Jahr | Titel Musiklabel                     | Höchstplatzierung, Gesamtwochen, AuszeichnungChartplatzierungen (Jahr, Titel, Musiklabel, Platzierungen, Wochen, Auszeichnungen, Anmerkungen) | Höchstplatzierung, Gesamtwochen, AuszeichnungChartplatzierungen (Jahr, Titel, Musiklabel, Platzierungen, Wochen, Auszeichnungen, Anmerkungen) | Höchstplatzierung, Gesamtwochen, AuszeichnungChartplatzierungen (Jahr, Titel, Musiklabel, Platzierungen, Wochen, Auszeichnungen, Anmerkungen) | Anmerkungen                            |
| Jahr | Titel Musiklabel                     | DE | AT | CH | Anmerkungen                            |
| ---- | ------------------------------------ | --- | --- | --- | -------------------------------------- |
| 2021 | Live in den Circle Studios Berlin 3p | — | — | — | Erstveröffentlichung: 22. Oktober 2021 |

## Singles

### Als Leadmusiker
| Jahr | Titel Album                                                      | Höchstplatzierung, Gesamtwochen, AuszeichnungChartplatzierungen (Jahr, Titel, Album, Platzierungen, Wochen, Auszeichnungen, Anmerkungen) | Höchstplatzierung, Gesamtwochen, AuszeichnungChartplatzierungen (Jahr, Titel, Album, Platzierungen, Wochen, Auszeichnungen, Anmerkungen) | Höchstplatzierung, Gesamtwochen, AuszeichnungChartplatzierungen (Jahr, Titel, Album, Platzierungen, Wochen, Auszeichnungen, Anmerkungen) | Anmerkungen                                                        |
| Jahr | Titel Album                                                      | DE | AT | CH | Anmerkungen                                                        |
| ---- | ---------------------------------------------------------------- | --- | --- | --- | ------------------------------------------------------------------ |
| 1988 | Twilight Zone Raining Rhymes                                     | DE27 (12 Wo.)DE | — | — | Erstveröffentlichung: 1988                                         |
| 1989 | Can This Be Love Raining Rhymes                                  | — | — | — | Erstveröffentlichung: 1989                                         |
| 1989 | Raining Rhymes                                                   | — | — | — | Erstveröffentlichung: 1989                                         |
| 1998 | Hartreim Saga Geteiltes Leid I                                   | DE44 (4 Wo.)DE | — | — | Erstveröffentlichung: 10. August 1998                              |
| 1998 | Schnaps für alle Geteiltes Leid I                                | DE95 (1 Wo.)DE | — | — | Erstveröffentlichung: 26. Oktober 1998                             |
| 1999 | Mein Glück Geteiltes Leid I                                      | — | — | — | Erstveröffentlichung: 29. März 1998                                |
| 2000 | Bonnie & Clyde 2000 Evolution (3P-Sampler)                       | — | — | — | Erstveröffentlichung: 5. Juni 2000 feat. Cora E.                   |
| 2004 | Ein schöner Tag Geteiltes Leid II                                | DE55 (3 Wo.)DE | — | — | Erstveröffentlichung: 26. Juli 2004                                |
| 2004 | Strugglin’ Geteiltes Leid II                                     | DE75 (1 Wo.)DE | — | — | Erstveröffentlichung: 25. Oktober 2004 feat. Illmat!c & Kool Savas |
| 2006 | Gott liebt mich Geteiltes Leid II                                | — | — | — | Erstveröffentlichung: 22. Dezember 2006                            |
| 2012 | Für die Ewigkeit Geteiltes Leid III                              | DE45 (2 Wo.)DE | — | — | Erstveröffentlichung: 26. Oktober 2012                             |
| 2013 | Wenn der Schmerz nachlässt Geteiltes Leid III                    | DE70 (1 Wo.)DE | — | — | Erstveröffentlichung: 26. April 2013                               |
| 2014 | Wir fahren –                                                     | — | — | — | Erstveröffentlichung: 6. September 2014 mit Xavier Naidoo          |
| 2017 | Meine Heimat Herz / Sing meinen Song – Das Tauschkonzert, Vol. 4 | DE49 (2 Wo.)DE | — | CH59 (1 Wo.)CH | Erstveröffentlichung: 6. Juni 2017 feat. Stefanie Kloß             |
| 2017 | You Remember Herz                                                | — | — | — | Erstveröffentlichung: 30. Juni 2017                                |
| 2017 | BGMB Herz                                                        | — | — | — | Erstveröffentlichung: 11. August 2017                              |
| 2017 | Wir sind eins (Sagt ihr) Herz                                    | — | — | — | Erstveröffentlichung: 24. November 2017 mit Michael Patrick Kelly  |
| 2019 | Notaufnahme Emuna                                                | — | — | — | Erstveröffentlichung: 13. Dezember 2019                            |
| 2020 | Weiße Fahne Emuna                                                | — | — | — | Erstveröffentlichung: 10. Januar 2020                              |
| 2020 | Wunder Emuna                                                     | — | — | — | Erstveröffentlichung: 24. Januar 2020 feat. Faiz Mangat            |
| 2020 | Juli Emuna                                                       | — | — | — | Erstveröffentlichung: 14. Februar 2020                             |
| 2020 | Backstein Emuna                                                  | — | — | — | Erstveröffentlichung: 8. April 2020                                |
| 2020 | Du Emuna                                                         | — | — | — | Erstveröffentlichung: 10. Juni 2020                                |
| 2021 | Lappen wie du Nostalgie Tape                                     | — | — | — | Erstveröffentlichung: 16. April 2021                               |
| 2021 | Insignia Nostalgie Tape                                          | — | — | — | Erstveröffentlichung: 28. Mai 2021                                 |
| 2021 | Bleib bitte Nostalgie Tape                                       | — | — | — | Erstveröffentlichung: 9. Juli 2021 feat. Cora E.                   |
| 2021 | Hold Me Nostalgie Tape                                           | — | — | — | Erstveröffentlichung: 30. Juli 2021                                |
| 2021 | L´Chaim Habibi Nostalgie Tape                                    | — | — | — | Erstveröffentlichung: 13. August 2021 feat. Marteria               |
| 2021 | Diese Liebe Nostalgie Tape                                       | — | — | — | Erstveröffentlichung: 3. September 2021 feat. Johannes Oerding     |
| 2024 | Der Anfang vom Ende Letzte Worte                                 | — | — | — | Erstveröffentlichung: 1. November 2024 feat. Xavier Naidoo         |
| 2024 | Sound Good Letzte Worte                                          | — | — | — | Erstveröffentlichung: 15. November 2024 feat. Xavier Naidoo        |
| 2024 | Benelli M4 Letzte Worte                                          | — | — | — | Erstveröffentlichung: 29. November 2024 feat. Haftbefehl & Peppa   |
| 2025 | Twilight Zone Letzte Worte                                       | — | — | — | Erstveröffentlichung: 10. Januar 2025                              |
| 2025 | Alles verschwimmt Letzte Worte                                   | — | — | — | Erstveröffentlichung: 24. Januar 2025 feat. Hagen Stoll & NI-KA    |

### Als Gastmusiker
| Jahr | Titel Album                    | Höchstplatzierung, Gesamtwochen, AuszeichnungChartplatzierungen (Jahr, Titel, Album, Platzierungen, Wochen, Auszeichnungen, Anmerkungen) | Höchstplatzierung, Gesamtwochen, AuszeichnungChartplatzierungen (Jahr, Titel, Album, Platzierungen, Wochen, Auszeichnungen, Anmerkungen) | Höchstplatzierung, Gesamtwochen, AuszeichnungChartplatzierungen (Jahr, Titel, Album, Platzierungen, Wochen, Auszeichnungen, Anmerkungen) | Anmerkungen |
| Jahr | Titel Album                    | DE | AT | CH | Anmerkungen |
| ---- | ------------------------------ | --- | --- | --- | --- |
| 1998 | 3P (Licence 2 Kill) Revolution | DE21 (9 Wo.)DE | — | — | Erstveröffentlichung: 16. Februar 1998 3P pres. Moses Pelham, Thomas Hofmann, Illmat!c, Xavier Naidoo & Sabrina Setlur |
| 1999 | Skillz Still III               | DE75 (3 Wo.)DE | — | — | Erstveröffentlichung: 17. Mai 1999 Illmat!c feat. Xavier Naidoo & Moses Pelham                                         |

### Promo-Singles
| Jahr | Titel Album                                                 | Anmerkungen                                           |
| ---- | ----------------------------------------------------------- | ----------------------------------------------------- |
| 2005 | Das hier is’ die Nachtschicht (Intro) –                     | Erstveröffentlichung: 31. Januar 2005 mit Bayz Benson |
| 2017 | M zum O Herz                                                | Erstveröffentlichung: 7. Juli 2017                    |
| 2017 | Meine Heimat Herz                                           | Erstveröffentlichung: 11. Juli 2017                   |
| 2018 | Meine Heimat (Live im Glashaus) –                           | Erstveröffentlichung: 23. Februar 2018 mit Glashaus   |
| 2019 | You Remember (Live im Glashaus) –                           | Erstveröffentlichung: 26. April 2019 mit Glashaus     |
| 2019 | Momomomomosespelham (Live in Frankfurt) Live in Frankfurt 2 | Erstveröffentlichung: 27. Dezember 2019               |

## Statistik

### Chartauswertung
|                     | DE    | AT    | CH    |
| ------------------- | ----- | ----- | ----- |
| Nummer-eins-Alben   | DE—DE | AT—AT | CH—CH |
| Top-10-Alben        | DE4DE | AT—AT | CH—CH |
| Alben in den Charts | DE7DE | AT2AT | CH3CH |

|                       | DE     | AT    | CH    |
| --------------------- | ------ | ----- | ----- |
| Nummer-eins-Singles   | DE—DE  | AT—AT | CH—CH |
| Top-10-Singles        | DE—DE  | AT—AT | CH—CH |
| Singles in den Charts | DE10DE | AT—AT | CH1CH |